# Marmota flaviventris
La marmota de vientre amarillo (Marmota flaviventris) es una especie de roedor esciuromorfo de la familia Sciuridae. Habita en las cordilleras montañosas del suroeste de Canadá y el oeste de Estados Unidos hasta Nuevo México, generalmente por encima de los 2.000 m s. n. m. A esas alturas, la vegetación arbórea es rara o no existe, por lo que el hábitat típico de esta especie son las praderas herbáceas salpicadas de rocas de la montaña.

## Características
De color pardo-grisáceo en todo el cuerpo salvo en el pecho amarillo, este animal mide de 45 a 70 cm de largo, variando el peso entre los 2 y 5 kg según la época del año. El máximo peso se alcanza al comienzo del invierno, cuando la marmota está bien cargada de grasa subcutánea con el fin de protegerse del frío y alimentarse durante el proceso de hibernación. Los incisivos sobresalen de la mandíbula y tienen un característico color rojo.

## Historia natural
La marmota de vientre amarillo es un animal social, que vive con varios familiares en una madriguera subterránea provista de varias cámaras (con comederos, dormitorios e incluso "cuartos de baño" separados). La entrada a estas suele situarse bajo alguna roca, con el fin de camuflarla de cara a sus depredadores típicos como los zorros, lobos y coyotes. Algunos ejemplares montan guardia sentados sobre las rocas o el suelo, y tan pronto como divisan algún peligro avisan a sus compañeros por medio de una especie de silbidos y gorjeos similares a los de los pájaros. El territorio explotado por una familia (entre diez y veinte individuos) puede alcanzar de dos mil a tres mil metros cuadrados e incluir varias madrigueras que usan alternativamente.
Generalmente, las marmotas de vientre amarillo se reproducen por primera vez a los dos años de edad, aunque alrededor del 25% de las hembras tienen su primera camada con un solo año. Poco después de terminar la hibernación, en febrero o marzo, cada macho cava una nueva madriguera en la que viven él y las hembras que se le unan (pudiendo llegar hasta cuatro). Estas paren una camada de dos a cinco crías tras treinta días de gestación, y reciben la ayuda del macho en su crianza.
Esta especie es diurna. Pasa la mayor parte del tiempo alimentándose de materia vegetal como hierba, hojas de arbustos, flores y frutos, aunque también incluye algunos insectos (saltamontes sobre todo) y huevos de aves en su dieta. No son cazadas por el hombre, aunque a veces los granjeros matan a los ejemplares que saquean sus tierras de cultivo.

## Subespecies
Se reconocen siete subespecies de Marmota flaviventris.
- Marmota flaviventris flaviventris
- Marmota flaviventris avara
- Marmota flaviventris dacota
- Marmota flaviventris luteola
- Marmota flaviventris nosophora
- Marmota flaviventris notioros
- Marmota flaviventris obscura